# Temporada 2000 de las Grandes Ligas de Béisbol
La Temporada 2000 de las Grandes Ligas de Béisbol comenzó el 29 de marzo con el juego de apertura entre Chicago Cubs frente a
New York Mets en el Tokyo Dome en Tokio y finalizó cuando New York Yankees derrotó a New York Mets en la Serie Mundial
en cinco juegos.
conocido como el Subway Series porque tanto los aficionados como los dos equipos podían tomar el metro hacia y desde cada juego de la serie.
Un récord de 5.693 home runs fueron realizados durante la temporada regular este año. Al menos diez equipos dieron al menos
200 cuadrangulares cada uno, mientras que por primera vez desde
1989 y sólo el quinto desde 1949 ningún lanzador lanzó un
no-hitter.

## Temporada Regular
Liga Americana

| División Este        | División Este | División Este | División Este | División Este | División Este | División Este |
| Equipo               | V             | D             | CTE           | JD            | LOCAL         | VISITA        |
| -------------------- | ------------- | ------------- | ------------- | ------------- | ------------- | ------------- |
| New York Yankees (3) | 87            | 74            | 0.540         | —             | 44–36         | 43–38         |
| Boston Red Sox       | 85            | 77            | 0.525         | 2½            | 42–39         | 43–38         |
| Toronto Blue Jays    | 83            | 79            | 0.512         | 4½            | 45–36         | 38–43         |
| Baltimore Orioles    | 74            | 88            | 0.457         | 13½           | 44–37         | 30–51         |
| Tampa Bay Rays       | 69            | 92            | 0.429         | 18            | 36–44         | 33–48         |

| División Central      | División Central | División Central | División Central | División Central | División Central | División Central |
| Equipo                | V                | D                | CTE              | JD               | LOCAL            | VISITA           |
| --------------------- | ---------------- | ---------------- | ---------------- | ---------------- | ---------------- | ---------------- |
| Chicago White Sox (1) | 95               | 67               | 0.586            | —                | 46–35            | 49–32            |
| Cleveland Indians     | 90               | 72               | 0.556            | 5                | 48–33            | 42–39            |
| Detroit Tigers        | 79               | 83               | 0.488            | 16               | 43–38            | 36–45            |
| Kansas City Royals    | 77               | 85               | 0.475            | 18               | 42–39            | 35–46            |
| Minnesota Twins       | 69               | 93               | 0.426            | 26               | 36–45            | `33–48           |

| División Oeste        | División Oeste | División Oeste | División Oeste | División Oeste | División Oeste | División Oeste |
| Equipo                | V              | D              | CTE            | JD             | LOCAL          | VISITA         |
| --------------------- | -------------- | -------------- | -------------- | -------------- | -------------- | -------------- |
| Oakland Athletics (2) | 91             | 70             | 0.565          | —              | 47–34          | 44–36          |
| Seattle Mariners (4)  | 91             | 71             | 0.562          | ½              | 47–34          | 44–37          |
| Anaheim Angels        | 82             | 80             | 0.506          | 9½             | 46–35          | 36–45          |
| Texas Rangers         | 71             | 91             | 0.438          | 20½            | 42–39          | 29–52          |

Liga Nacional  
| División Este         | División Este | División Este | División Este | División Este | División Este | División Este |
| Equipo                | V             | D             | CTE           | JD            | LOCAL         | VISITA        |
| --------------------- | ------------- | ------------- | ------------- | ------------- | ------------- | ------------- |
| Atlanta Braves (3)    | 95            | 67            | 0.586         | —             | 51–30         | 44–37         |
| New York Mets (4)     | 94            | 68            | 0.580         | 1             | 55–26         | 39–42         |
| Florida Marlins       | 79            | 82            | 0.491         | 15½           | 43–38         | 36–44         |
| Montreal Expos        | 67            | 95            | 0.414         | 28            | 37–44         | 30–51         |
| Philadelphia Phillies | 65            | 97            | 0.401         | 30            | 34–47         | 31–50         |

| División Central        | División Central | División Central | División Central | División Central | División Central | División Central |
| Equipo                  | V                | D                | CTE              | JD               | LOCAL            | VISITA           |
| ----------------------- | ---------------- | ---------------- | ---------------- | ---------------- | ---------------- | ---------------- |
| St. Louis Cardinals (2) | 95               | 67               | 0.586            | —                | 50–31            | 45–36            |
| Cincinnati Reds         | 85               | 77               | 0.525            | 10               | 43–38            | 42–39            |
| Milwaukee Brewers       | 73               | 89               | 0.451            | 22               | 42–39            | 31–50            |
| Houston Astros          | 72               | 90               | 0.444            | 23               | 39–42            | 33–48            |
| Pittsburgh Pirates      | 69               | 93               | 0.426            | 26               | 37–44            | 32–49            |
| Chicago Cubs            | 65               | 97               | 0.401            | 30               | 38–43            | 27–54            |

| División Oeste           | División Oeste | División Oeste | División Oeste | División Oeste | División Oeste | División Oeste |
| Equipo                   | V              | D              | CTE            | JD             | LOCAL          | VISITA         |
| ------------------------ | -------------- | -------------- | -------------- | -------------- | -------------- | -------------- |
| San Francisco Giants (1) | 97             | 65             | 0.599          | —              | 55–26          | 42–39          |
| Los Angeles Dodgers      | 86             | 76             | 0.531          | 11             | 44–37          | 42–39          |
| Arizona Diamondbacks     | 85             | 77             | 0.525          | 12             | 47–34          | 38–43          |
| Colorado Rockies         | 82             | 80             | 0.506          | 15             | 48–33          | 34–47          |
| San Diego Padres         | 76             | 86             | 0.469          | 21             | 41–40          | 35–46          |

## Postemporada
|  | Serie Divisional | Serie Divisional     | Serie Divisional   |   |                    | Campeonato de la Liga | Campeonato de la Liga | Campeonato de la Liga |  |  | Serie Mundial | Serie Mundial    | Serie Mundial |
|  |                  |                      |                    |   |                    |                       |                       |                       |  |  |               |                  |               |
|  | 1                | Chicago White Sox    | 0                  |   |                    |                       |                       |                       |  |  |               |                  |               |
|  | 4                | Seattle Mariners     | 3                  |   |                    |                       |                       |                       |  |  |               |                  |               |
|  | 4                | Seattle Mariners     | 3                  |   | 4                  | Seattle Mariners      | 2                     |                       |  |  |               |                  |               |
|  | Liga Americana   |                      |                    |   | 4                  | Seattle Mariners      | 2                     |                       |  |  |               |                  |               |
|  |                  | 3                    | New York Yankees   | 4 |                    |                       |                       |                       |  |  |               |                  |               |
|  | 2                | 3                    | New York Yankees   | 4 | Oakland Athletics  | 2                     |                       |                       |  |  |               |                  |               |
|  | 2                |                      |                    |   | Oakland Athletics  | 2                     |                       |                       |  |  |               |                  |               |
|  | 3                | New York Yankees     | 3                  |   |                    |                       |                       |                       |  |  |               |                  |               |
|  |                  |                      |                    |   |                    |                       |                       |                       |  |  | AL3           | New York Yankees | 4             |
|  |                  | NL4                  | New York Mets      | 1 |                    |                       |                       |                       |  |  |               |                  |               |
|  | 1                | San Francisco Giants | 1                  |   |                    |                       |                       |                       |  |  |               |                  |               |
|  | 4                | New York Mets        | 3                  |   |                    |                       |                       |                       |  |  |               |                  |               |
|  | 4                | New York Mets        | 3                  |   | 4                  | New York Mets         | 4                     |                       |  |  |               |                  |               |
|  | Liga Nacional    |                      |                    |   | 4                  | New York Mets         | 4                     |                       |  |  |               |                  |               |
|  |                  | 2                    | St Louis Cardinals | 1 |                    |                       |                       |                       |  |  |               |                  |               |
|  | 2                | 2                    | St Louis Cardinals | 1 | St Louis Cardinals | 3                     |                       |                       |  |  |               |                  |               |
|  | 2                |                      |                    |   | St Louis Cardinals | 3                     |                       |                       |  |  |               |                  |               |
|  | 3                | Atlanta Braves       | 0                  |   |                    |                       |                       |                       |  |  |               |                  |               |

|                                                |
| Campeón New York Yankees Vigésimo Sexto Título |

## Líderes de la liga

### Liga Americana
Líderes de Bateo 
| Categoría           | Jugador           | Equipo | Marca |
| ------------------- | ----------------- | ------ | ----- |
| Porcentaje de bateo | Nomar Garciaparra | BOS    | .372  |
| Cuadrangulares      | Troy Glaus        | LAA    | 47    |
| Carreras Impulsadas | Edgar Martínez    | SEA    | 145   |
| Carreras Anotadas   | Johnny Damon      | KCR    | 136   |
| Hits                | Darin Erstad      | LAA    | 240   |
| Robo de Bases       | Johnny Damon      | KCR    | 46    |

Líderes de Pitcheo 
| Categoría         | Jugador                | Equi    | Marca |
| ----------------- | ---------------------- | ------- | ----- |
| Victorias         | Tim Hudson David Wells | OAK TOR | 21    |
| Derrotas          | Brad Radke             | MIN     | 16    |
| ERA               | Pedro Martínez         | BOS     | 1.74  |
| Ponches           | Pedro Martínez         | BOS     | 284   |
| Entradas Lanzadas | Mike Mussina           | BAL     | 237.2 |
| Juegos salvados   | Todd Jones Derek Lowe  | DET BOS | 42    |

### Liga Nacional
Líderes de Bateo 
| Categoría           | Jugador       | Equipo | Marca |
| ------------------- | ------------- | ------ | ----- |
| Porcentaje de bateo | Todd Helton   | COL    | .350  |
| Cuadrangulares      | Sammy Sosa    | CHC    | 50    |
| Carreras Impulsadas | Todd Helton   | COL    | 147   |
| Carreras Anotadas   | Jeff Bagwell  | HOU    | 152   |
| Hits                | Todd Helton   | COL    | 216   |
| Robo de Bases       | Luis Castillo | FLA    | 62    |

Líderes de Pitcheo 
| Categoría         | Jugador           | Equipo  | Marca |
| ----------------- | ----------------- | ------- | ----- |
| Victorias         | Tom Glavine       | ATl     | 21    |
| Derrotas          | Omar Daal         | ARI PHI | 19    |
| ERA               | Kevin Brown       | LAD     | 2.58  |
| Ponches           | Randy Johnson     | ARI     | 347   |
| Entradas Lanzadas | Jon Lieber        | CHC     | 251   |
| Juegos salvados   | Antonio Alfonseca | FLA     | 45    |